# Zahnspinner

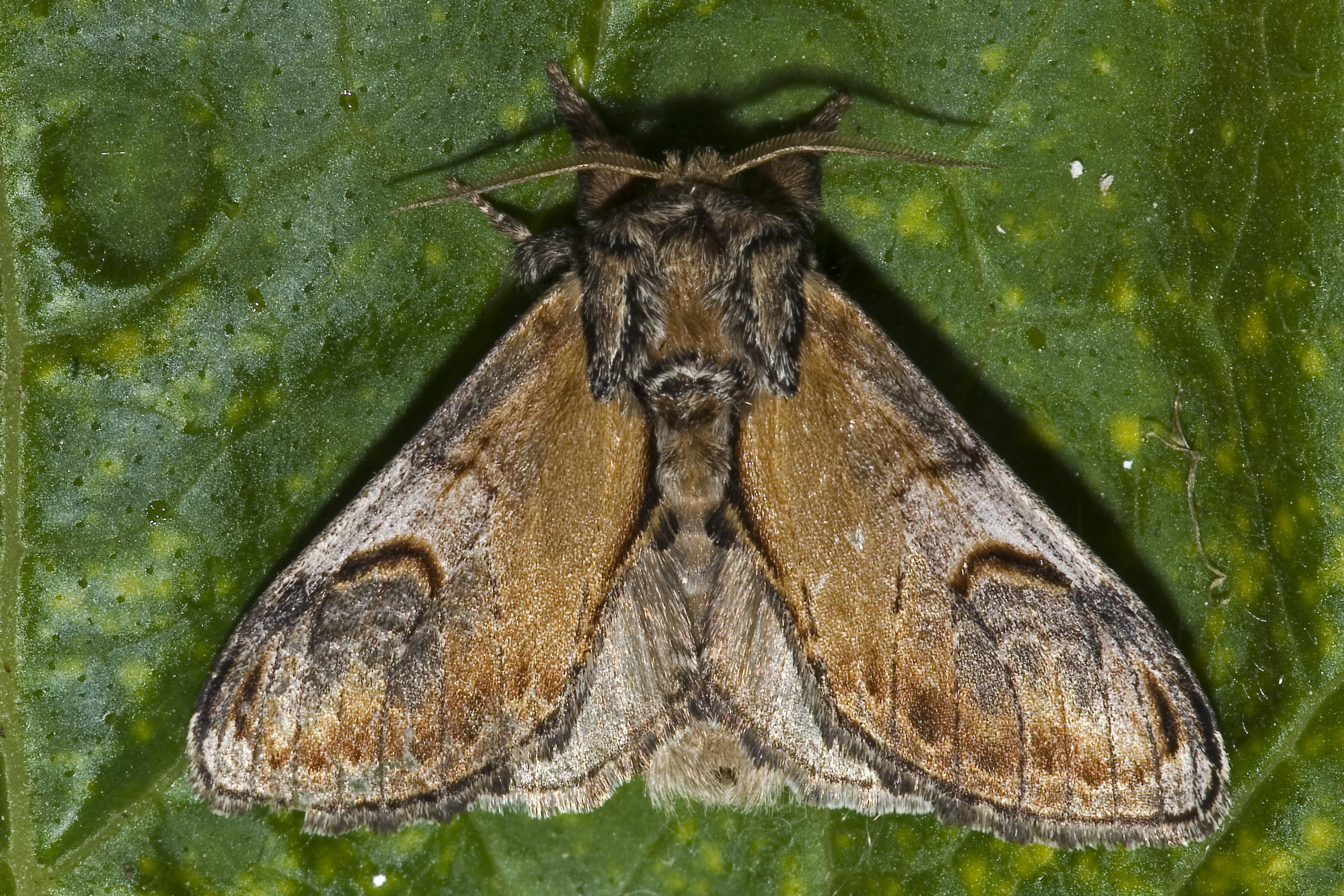
Zickzackspinner (Notodonta ziczac)

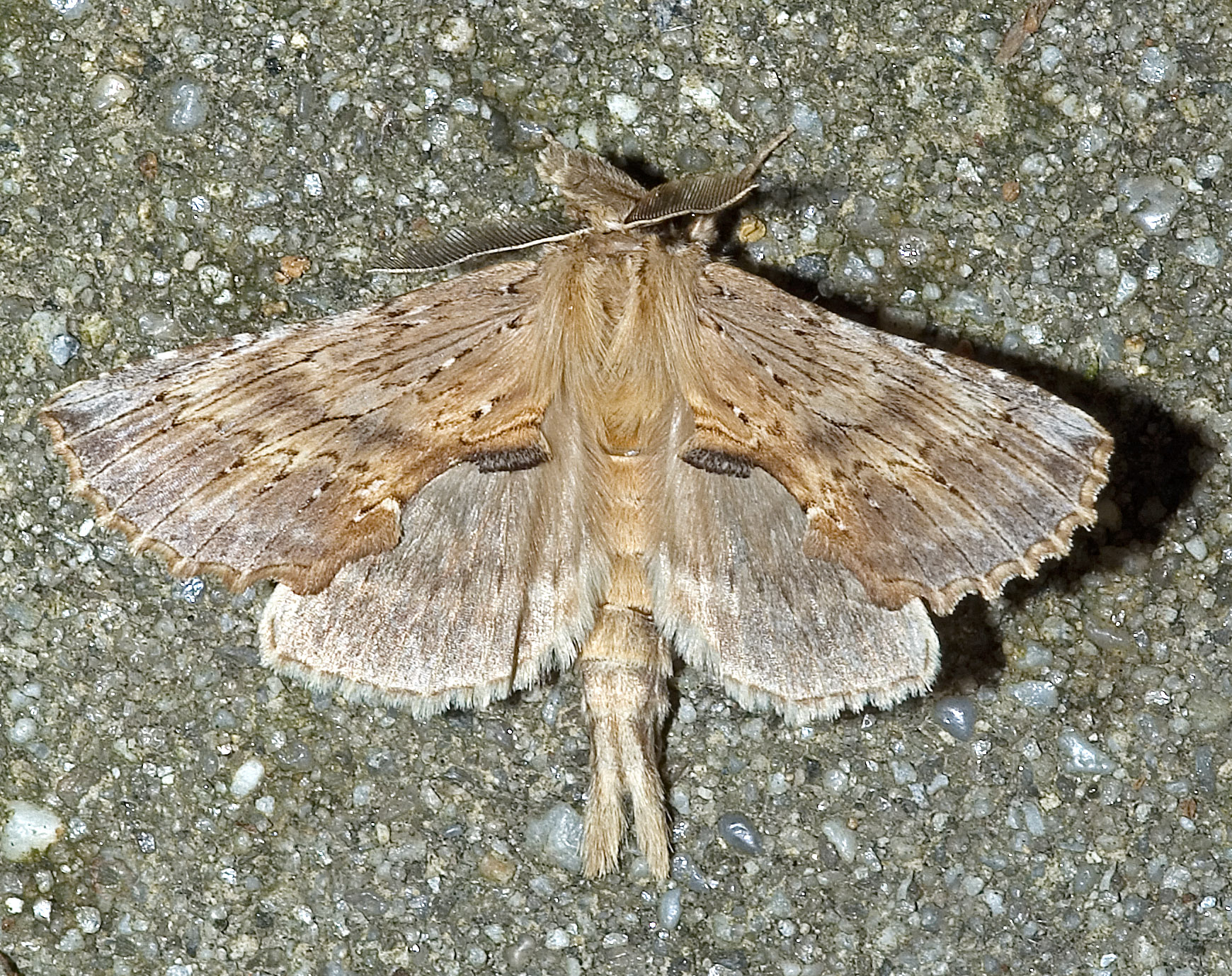
Palpen-Zahnspinner (Pterostoma palpina); man kann am Vorderflügelinnenrand jeweils den „Zahn“ erkennen

Die Zahnspinner (Notodontidae) sind eine Familie der Schmetterlinge (Nachtfalter). Sie kommen weltweit mit etwa 2.500 bis 3.000 Arten vor.

## Beschreibung
Die mittelgroßen bis großen Falter erreichen in Europa eine Flügelspannweite von 24 bis 68 Millimetern und haben einen mittelmäßig bis kräftig gebauten Körper. Ihre Vorderflügel sind etwa zwei bis 2,5 mal so lang wie breit. Die Hinterflügel sind ungefähr gleich breit wie die Vorderflügel und breit abgerundet. Ihre Fühler sind kurz und erreichen nicht die Hälfte der Vorderflügellänge. Bei den Männchen sind sie auffällig lang gefiedert oder gekämmt, bei den Weibchen meist fadenförmig oder nur kurz gefiedert. Ihr Saugrüssel ist voll entwickelt, es gibt aber auch Arten, bei denen er reduziert ist oder fehlt. Die Maxillarpalpen sind sehr klein oder fehlen, die Labialpalpen sind gut entwickelt oder kurz und zurückgebildet. Nur wenige Arten haben neben den Facettenaugen auch zurückgebildete Punktaugen (Ocelli). Bauchseitig am Metathorax haben die Tiere Tympanalorgane.
Charakteristisch für viele Arten ist ein Schuppenbüschel am Innenrand der Vorderflügel, das die in Ruhestellung dachförmig angelegten Flügel zahnartig überragt. 
Die Vorderflügel haben 11 oder 12 Flügeladern mit einer (1b) oder zwei (1c und 1c) Analadern. Die Hinterflügel haben 7 bis 9 Adern und eine oder zwei Analadern 1b oder 1a und 1b.
Die Raupen sind in ihrem Aussehen sehr unterschiedlich. Sie haben vier Bauchbeinpaare und den Nachschieber, dieser kann aber auch zu schwanzartigen Fäden modifiziert sein, wie z. B. beim Großen Gabelschwanz (Cerura vinula). Die meisten Raupen tragen Stacheln, Fortsätze oder lange Haare, die bei vielen als Brennhaare ausgebildet sind. Einige Arten haben kräftig ausgebildete Mandibeln.

## Lebensweise
Zahnspinnerraupen entwickeln sich überwiegend an Sträuchern und Bäumen anstatt an krautigen Pflanzen. Nur die Arten der Dioptinae leben an letzteren. Sie können die zähen Blätter mit ihren kräftigen Mundwerkzeugen leicht zerkleinern. Sie leben dabei entweder einzeln oder aber in großen Gruppen, teilweise in Gespinsten, wie z. B. manche Prozessionsspinner, von denen auch einige Arten für ihre bizarren Prozessionen bekannt sind, wenn sie nach neuen Futterpflanzen suchen.
Einige Raupen haben Abwehrmechanismen gegen Fressfeinde und Parasitoide entwickelt. Manchen ist es möglich, Ameisensäure oder Ketone auszusondern, wiederum andere versuchen Feinde durch bizarr wirkende Ausstülpungen am Hinterleibsende abzuschrecken.
Typisch für die Falter ist ein Verhalten, das Rindenmimese genannt wird. Die Falter ruhen tagsüber mit dachziegelartig übereinandergeschlagenen Flügeln an Baumstämmen oder Ästen. Sie ähneln dabei in Färbung und Gestalt der Rinde. Auch die Kokons der Raupen sind gelegentlich nicht von der Rinde zu unterscheiden.

## Systematik
Die Familie der Zahnspinner kommt in ganz Europa mit 98 Arten und Unterarten vor, von denen in Mitteleuropa 37 Arten vorkommen. von manchen Autoren werden die Prozessionsspinner (Thaumetopoeinae) als eigene Familie (Thaumetopoeidae) betrachtet. Die Familie wird von Fibiger und Lafontaine in 10 Unterfamilien unterteilt
- Unterfamilie Prozessionsspinner (Thaumetopoeinae Aurivillius, 1889)
  - Pinien-Prozessionsspinner (Thaumetopoea pityocampa) (Denis & Schiffermüller, 1775) A, CH
  - Eichen-Prozessionsspinner (Thaumetopoea processionea) (Linnaeus, 1758) A, CH, D
  - Kiefern-Prozessionsspinner (Thaumetopoea pinivora) (Treitschke, 1834) D
- Unterfamilie Pygaerinae Duponchel, 1845
  - Erpelschwanz-Raufußspinner oder Erpelschwanz (Clostera curtula) (Linnaeus, 1758) A, CH, D
  - Kleiner Raufußspinner oder Espenspinner (Clostera pigra) (Hufnagel, 1766) A, CH, D
  - Schwarzgefleckter Raufußspinner oder Einsiedler (Clostera anachoreta) (Denis & Schiffermüller, 1775) A, CH, D
  - Rostbrauner Raufußspinner oder Weidenspinner (Clostera anastomosis) (Linnaeus, 1758) A, CH, D
- Unterfamilie Platychasmatinae Nakamura, 1956
- Unterfamilie Notodontinae Stephens, 1829
  - Großer Gabelschwanz (Cerura vinula) (Linnaeus, 1758) A, CH, D
  - Weißer Gabelschwanz oder Hermelinspinner (Cerura erminea) (Esper, 1783) A, CH, D
  - Buchen-Gabelschwanz (Furcula furcula) (Clerck, 1759) A, CH, D
  - Birken-Gabelschwanz (Furcula bicuspis) (Borkhausen, 1790) A, CH, D
  - Kleiner Gabelschwanz (Furcula bifida) (Brahm, 1787) A, CH, D
  - Ulmenspinner (Dicranura ulmi) (Denis & Schiffermüller, 1775) A, CH
  - Dromedar-Zahnspinner oder Erlen-Zahnspinner (Notodonta dromedarius) (Linnaeus, 1758) A, CH, D
  - Gelbbrauner Zahnspinner (Notodonta torva) (Hübner, 1803) A, CH, D
  - Espen-Zahnspinner (Notodonta tritophus) (Denis & Schiffermüller, 1775) A, CH, D
  - Zickzackspinner (Notodonta ziczac) (Linnaeus, 1758) A, CH, D
  - Ungefleckter Zahnspinner (Drymonia dodonaea) (Denis & Schiffermüller, 1775) A, CH, D
  - Dunkelgrauer Zahnspinner (Drymonia ruficornis) (Hufnagel, 1766) A, CH, D
  - Schwarzeck-Zahnspinner (Drymonia obliterata) (Esper, 1785) A, CH, D
  - Weißbinden-Zahnspinner (Drymonia querna) (Denis & Schiffermüller, 1775) A, CH, D
  - Südlicher Zahnspinner  (Drymonia velitaris) (Hifnagel, 1766) A, CH, D
  - Pappel-Zahnspinner (Pheosia tremula) (Clerck, 1759) A, CH, D
  - Birken-Zahnspinner (Pheosia gnoma) (Fabricius, 1776) A, CH, D
  - Weißer Zahnspinner (Leucodonta bicoloria) (Denis & Schiffermüller, 1775) A, CH, D
  - Pappelauen-Zahnspinner (Gluphisia crenata) (Esper, 1785) A, CH, D
  - Kamel-Zahnspinner (Ptilodon capucina) (Linnaeus, 1758) A, CH, D
  - Ahorn-Zahnspinner (Ptilodon cucullina) (Denis & Schiffermüller, 1775) A, CH, D
  - Palpen-Zahnspinner (Pterostoma palpina) (Clerck, 1759) A, CH, D
  - Haarschuppen-Zahnspinner (Ptilophora plumigera) (Denis & Schiffermüller, 1775) A, CH, D
  - Ptilophora nanlingensis Liusheng Chen, Guohua Huang, Min Wang, 2010
  - Mönch-Zahnspinner (Odontosia carmelita) (Esper, 1799) A, CH, D
- Unterfamilie Phalerinae Butler, 1886
  - Nerice bidentata Walker, 1855
  - Eichen-Zahnspinner (Peridea anceps) (Goeze, 1781) A, CH, D
  - Mondvogel oder Mondfleck (Phalera bucephala) (Linnaeus, 1758) A, CH, D
  - Phalera bucephaloides (Ochsenheimer, 1810) A
- Unterfamilie Dudusinae Matsumara, 1925
- Unterfamilie Hemiceratinae Guenée, 1852
- Unterfamilie Heterocampinae Neumogen & Dyar, 1894
  - Buchen-Zahnspinner (Stauropus fagi) (Linnaeus, 1758) A, CH, D
  - Pergamentspinner (Harpyia milhauseri) (Fabricius, 1775) A, CH, D
  - Silberfleck-Zahnspinner (Spatalia argentina) (Denis & Schiffermüller, 1775) A, CH, D
- Unterfamilie Nystaleinae Forbes, 1948
- Unterfamilie Dioptinae Walker, 1862